# Route nationale 698
La route nationale 698, ou RN 698, est une ancienne route nationale française reliant Néris-les-Bains à Gannat.

## Histoire
La route nationale 698 est définie à sa création en 1933 comme la route « de Néris-les-Bains à Gannat par Commentry ». La route partait de Néris-les-Bains, sur la route nationale 143, et débouchait à Gannat sur la route nationale 9.
À la suite de la réforme de 1972, elle a été déclassée en RD 998 dans les départements de l'Allier et du Puy-de-Dôme.

## Tracé
- Néris-les-Bains
- Le Grenouillat, commune de Néris-les-Bains
- Commentry
- Colombier
- La Villatte, commune de Lapeyrouse
- La Maison Rouge, commune de Lapeyrouse
- Lapeyrouse
- La Loge, commune de Lapeyrouse
- Augères, commune de Lapeyrouse
- Échassières
- La Bosse (altitude 720 m), communes d'Échassières et de Lalizolle
- Lalizolle
- Chalouze, commune de Lalizolle
- Le Mercurol, commune d'Ébreuil
- Ébreuil
- Chamboirat, commune d'Ébreuil
- Gannat

## Antennes
Une annexe de Commentry est également créée en 1933 : la route nationale 698A, reliant Commentry (sur la RN 698) à Doyet (sur la RN 145). Elle a été déclassée RD 69.
Dans le Puy-de-Dôme, il existe une RD 998A, court tronçon partant de la RD 998 à l'ouest de Lapeyrouse et continuant dans l'Allier sous le nom de RD 156 vers Hyds.
Dans l'Allier, il existe une RD 998A, court tronçon partant de la RD 998 et desservant la zone d'activités des Prés Liats, à l'ouest de Gannat, et assurant une liaison avec l'autoroute A719.